# Señorío de Alagón
El señorío de Alagón fue una jurisdicción feudal aragonesa creada en diciembre de 1119 cuando el rey Alfonso I "el Batallador" conquistó la villa de Alagón, que fue dada en tenencia a Lope Garcés Peregrino. A su muerte, el 1133, sus posesiones se repartieron entre sus hijas Toda y Ximena. Alagón correspondió a Ximena, quien se casó con Gonzalo Pérez. Su hija, llamada también Ximena, se casó con Artal III de Pallars Sobirá, conde del Pallars Sobirá. A partir del momento de la boda (diciembre de 1135, Artal III de Pallars se puede llamar también Artal I de Alagón.

Escudo de armas de Blasco I de Alagón según armorial de Gelre (f. 63v).

## Lista de señores de Alagón
Lista de señores del señorío de Alagón: 
- (1119-1133) Lope Garcés Peregrino o 'Lope I de Alagón' . 1er señor de Alagón
- (1133-????) Ximena López de Alagón o 'Ximena I de Alagón' (hija)
- (1133-1135) Ximena Pérez de Alagón o 'Ximena II de Alagón' (hija)
- (1135-1167) Artal III de Pallars Sobirá o 'Artal I de Alagón' (marido)
- (1167-????) Palacín I de Alagón (hijo)
- (????-1213) Artal II de Alagón (hijo)
- (1213- ????) Blasco I de Alagón "el Grande" (hijo)[3] (latín: Blaschus de Alagone) - 6º señor de Alagón; 1er señor de Sástago.
- (????-1239) Artal III de Alagón (hijo)
- (1239-1293) Blasco II de Alagón "el Nieto" (hijo)
- (1293-1295) Artal IV de Alagón (hijo). Era hermano de Blasco d'Alagón "el Vell", que será padre de Blasco d'Alagón "el Jove" que inicia la línea siciliana de los Alagón conocida como Alagona.
- (1295-1323) Artal V de Alagón (hijo)
- (1323-1385) Blasco III de Alagón (hijo)
- (1385-1419) Artal VI de Alagón (hijo)
- (????-????) Artal VII de Alagón (hijo)
- (????-????) Artal VIII de Alagón (hijo)
- (????-????) Blasco IV de Alagón (hijo)
- (????-1520) Pero I de Alagón (hijo)
- (1520-1529) Blasco V de Alagón (1r conde de Sástago) (hijo). En 1511 el rey Fernando II de Aragón convirtió el señorío de Sástago en el condado de Sástago. A partir de entonces serán conocidos como los  'Alagón de Sástago' .